# کیسیمی (فلوریدا)
کیسیمی (به انگلیسی: Kissimmee) شهری در شهرستان اوسئولا، فلوریدا ایالت فلوریدا است که در سال ۱۸۸۳ بنیان‌گذاری شده‌است. این شهر طبق سرشماری سال ۲۰۱۰ میلادی، ۵۹٬۶۸۲ نفر جمعیت داشته و مساحت آن نیز ۴۴٫۸ کیلومتر مربع است.